# إبرام وليامز
إبرام وليامز هو تاجر وسياسي أمريكي، ولد في 3 فبراير 1832 في نيو بورتلاند في الولايات المتحدة، وتوفي في 17 أكتوبر 1911 في سان فرانسيسكو في الولايات المتحدة. نشط حزبياً في الحزب الجمهوري. وقد انتخب عضو مجلس الشيوخ الأمريكي ‏ عن دائرة California Class 1 senate seat ‏ وقد انضم خلال فترته النيابية ‏ (4 أغسطس 1886 – 3 مارس 1887) للكتلة البرلمانية الحزب الجمهوري وانتخب عضو مجلس الشيوخ الأمريكي ‏ عن دائرة كاليفورنيا (4 أغسطس 1886 – 3 مارس 1887).